# Едъяха (приток Надыма)
Едъяха (устар. Ед-Яха) — река в России, протекает по территории Надымского района Ямало-Ненецкого автономного округа. Устье реки находится в 299 км по правому берегу реки Надым. Длина реки — 102 км, площадь водосборного бассейна — 949 км².

## Притоки
- 25 км: Естеяха (пр)
- 44 км: река без названия (пр)
- 52 км: река без названия (пр)
- 83 км: река без названия (лв)

## Данные водного реестра
По данным государственного водного реестра России относится к Нижнеобскому бассейновому округу, водохозяйственный участок реки — Надым. Речной бассейн реки — Надым.